# 三富朽葉

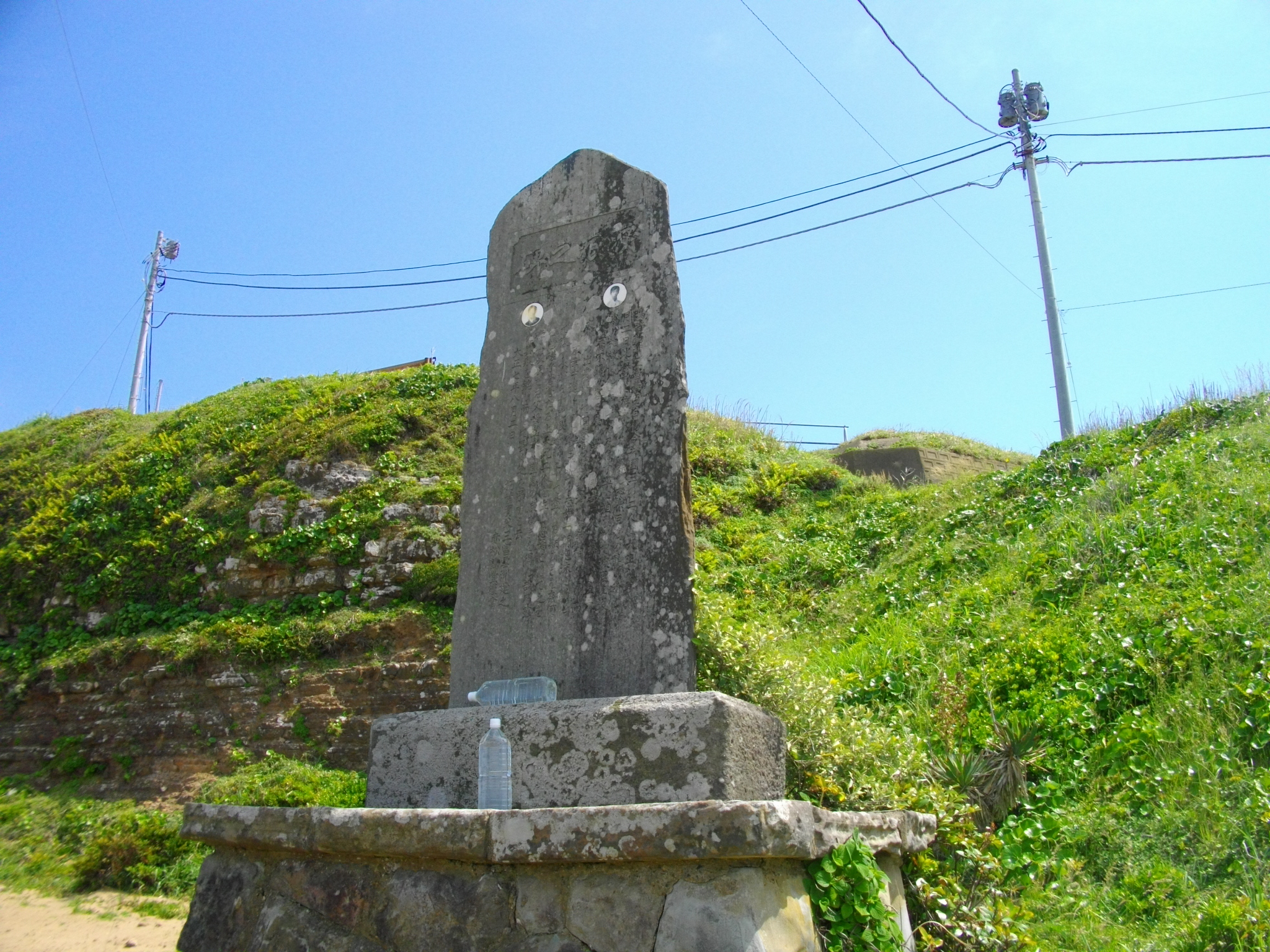
三富朽葉の実父・三富道臣によって建立された涙痕之碑

三富 朽葉（みとみ きゅうよう、1889年〈明治22年〉8月14日 - 1917年〈大正6年〉8月2日）は、日本の詩人である。本名は義臣。

## 人物
長崎県石田郡武生水村（現・壱岐市）生まれ。父・道臣は石田郡長を務めた。旧制暁星中学校、早稲田大学文学部英文科卒業。大学の同期には宇野浩二・廣津和郎がいる。
自由詩社同人。同人の人見東明、加藤介春、福田夕咲らとともに、自由詩風で認められ、またフランス文学批評をも著したが、犬吠埼君ヶ浜で溺れた友人・今井白楊を助けようとしてそのまま水死した。今井も助からなかった。
「三富朽葉詩集」1巻（1917年）が遺った。

## 著作
- 増田篤夫 編『三富朽葉詩集』第一書房、1926年10月。 NCID BA30025059。全国書誌番号:43042615。
  - 杉本邦子・山川鳴風 編『三富朽葉詩集』 補遺、山川鳴風、1972年3月。 NCID BA90743334。全国書誌番号:20655567。
- 佐藤義亮 編『石川啄木集・山村暮鳥集・三富朽葉集』新潮社〈現代詩人全集 第6巻〉、1929年8月。 NCID BN05042422。全国書誌番号:46086346。

### 全集
- 『三富朽葉全集』 第1巻（詩集篇、矢野峰人・杉本邦子監修、牧神社、1978年2月。 NCID BN00262523。全国書誌番号:79001553。
- 『三富朽葉全集』 第2巻（散文篇）、矢野峰人・杉本邦子監修、牧神社、1978年3月。 NCID BN00262523。全国書誌番号:79001554。
- 『三富朽葉全集』 第3巻（研究篇 上）、矢野峰人・杉本邦子監修、牧神社、1978年7月。 NCID BN00262523。
- 『三富朽葉全集』 第3巻（研究篇 下）、矢野峰人・杉本邦子監修、牧神社、1978年8月。 NCID BN00262523。

## 伝記
- 勝野良一『海の声彼方の声 評伝三富朽葉』近代文藝社、1994年1月。ISBN 9784773324792。
- 勝野良一『私説 三富朽葉伝』文芸社、2000年5月。ISBN 9784835500119。